# Амвросий (архимандрит Высоцкого монастыря)
Амвросий (ок. 1770 — 1827) — архимандрит Высотского Богородичного Серпуховского монастыря.

## Биография
О детстве и мирской жизни Амвросия сведений практически не сохранилось, да и последующие биографические данные о нём очень скудны и отрывочны; известно, что родился он около 1770 года, «великороссиянин, из казенных войсковых обитателей». 

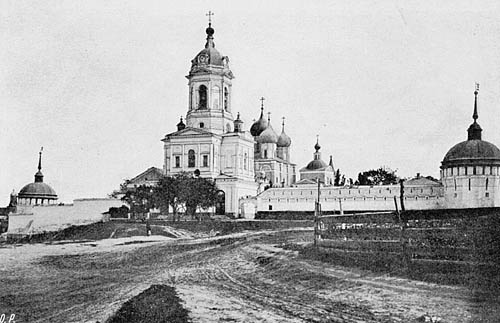
Высоцкий монастырь

С 1795 года проходил различные послушания в Коренной пустыни, в Валаамском и Новоспасском монастырях. 
24 июня 1799 года он постригся в монашество с именем Амвросий. 
29 октября 1803 года Амвросий перешел в Златоустов монастырь и там был рукоположен в иеродиакона и иеромонаха. 
В октябре 1807 года отец Амвросий был назначен правителем Угрешского монастыря, а 23 марта 1815 года перемещен в число братии Троице-Сергиевой лавры, где последовательно был ризничим, соборным иеромонахом и присутствующим в Лаврском правлении. 
1 августа 1819 года возведен в сан игумена и вновь отправлен для управления Угрешским монастырём. 
5 октября 1821 года Амвросий был возведен в сан архимандрита Серпуховского Высотского монастыря, где и скончался 10 июня 1827 года.